# Angresse
Angresse – miejscowość i gmina we Francji, w regionie Nowa Akwitania, w departamencie Landes.
Według danych na rok 1990 gminę zamieszkiwało 877 osób, a gęstość zaludnienia wynosiła 114 osób/km² (wśród 2290 gmin Akwitanii Angresse plasuje się na 477. miejscu pod względem liczby ludności, natomiast pod względem powierzchni na miejscu 1224.).